# Niccolò Jommelli
Niccolò Jommelli (né le 10 septembre 1714 à Aversa, en Campanie, Italie - mort  le 25 août 1774 à Naples) est un compositeur italien du XVIIIe siècle, représentant important de l'école napolitaine, principalement dans le domaine de l'opera seria.

## Biographie
Jommelli commence par composer des ballets et une cantate d'église qui le font remarquer. En 1737, il use d'un pseudonyme pour son premier opéra, L'errore amoroso, tant il est incertain de son talent. La première exécution, à Naples, est un succès qui l'encourage à composer son deuxième opéra, Odoardo.
En 1740, Jommelli gagne Rome et écrit Ricimero et Astianatte, deux opéras qui accroissent sa renommée. Jommelli reçoit alors une commande de la ville de Bologne, ce qui lui donne l'occasion de rencontrer le Padre Giovanni Battista Martini — le plus célèbre musicien italien d'alors, dont Wolfgang Amadeus Mozart est élève. En 1747, son prestige est si grand qu'il lui est demandé de sélectionner le candidat pour le poste de maître de chapelle à Naples.
En 1748, la création, à Vienne, de son opéra Didone lui assure l'admiration de Marie-Thérèse d'Autriche et Pietro Metastasio. Metastasio prétend que sa musique « avait justement surpris et enchanté tant la cité que la cour. Elle est pleine de grâce, de profondeur, de nouveauté et d'harmonie, et par-dessus tout, d'expression. Tout s'exprime, des violons aux contrebasses. Jusqu'à présent, je n'ai rien entendu d'aussi convaincant. » Le César des poètes écrit, à la demande de l'empereur Charles VI d'Autriche, le livret de l'oratorio La Passione di Nostro Signore Gesù Cristo (1749), initialement mis en musique par le célèbre compositeur vénitien Antonio Caldara (1670-1736).
Jommelli revient à Rome en 1749, où il est nommé maître auxiliaire de chapelle. En 1753, il est appelé par le duc de Würtemberg à Stuttgart, où, seize ans durant, il est Oberkapellmeister de sa cour, avec salaire annuel exceptionnel de 4000 florins. Il compose à Stuttgart en 1756, pour commémorer la mort de la mère de son employeur, son Requiem en mi bémol majeur pour soli, chœur et orchestre. La santé de son épouse le ramène en Italie en 1769. Le roi du Portugal l'invite pour composer des opéras mais, trop fatigué, il doit décliner l'offre et continue de composer à Aversa. En 1770, son opéra Armida est entendu à Naples par Mozart, alors âgé de quatorze ans, qui l'apprécie beaucoup. En 1771, l'opéra Ifigenia est un échec qui détourne Jommelli du genre. Il se consacre alors à la musique religieuse, produisant un magnifique Miserere.
Niccolò Jommelli laisse une centaine d'œuvres variées : opéras, sérénades, cantates et pièces liturgiques diverses, telles les Lamentations de Jérémie (1750).

## Principales œuvres
Opéra
- L'errore amoroso (1737)
- Ricimero (1740)
- Astianatte (1740)
- Ezio (1741)
- Merope (1741)
- Demofoonte (1743)
- Cajo Mario (1746)
- Don Trastullo (1746)
- La Didone abbandonata (1747)
- Didone (1748)
- Artaserse (1749)
- Demetrio (1749)
- L'Ifigenia (1751)
- Attilio Regolo (1753)
- Enea nel Lazio (1755)
- L'Olimpiade (1761)
- Il Vologeso, ossia Berenice, reine d'Arménie (1766)
- Fetonte (1768)
- Armida abbandonata (1770)

Oratorio
- La passione di Gesù Cristo, Rome, 1749

## Discographie
- Agonia di Christo, par l'Ensemble Concerto sous la direction de Roberto Gini, 1991. Nuova Era records 7030: Agonia di Cristo. E altri musiche per il Venerdi Santo. Le Lamentazioni del profeta Geremia per il mercoledì Santo, par Il Seminario Musicale sous la direction de Christophe Rousset, avec Véronique Gens et Gérard Lesne
- Armida abbandonata, par Les Talens Lyriques sous la direction de Christophe Rousset.
- Requiem en mi bémol majeur pour soli, chœur et orchestre par l'Orchestre symphonique moldave et les chœurs de l'Académie nationale moldave sous la direction de Silvano Frontalini.
- Vesperae in sancto petro romae et Miserere, par l'ensemble A Sei voci, 2 CD Auvidis/Astrée - E8590- 1996.